# Jordan Lukaku
Jordan Zacharie Lukaku Menama Mokelenge Bolingoli, noto semplicemente come Jordan Lukaku (Anversa, 25 luglio 1994), è un calciatore belga, di ruolo difensore.

## Biografia
Lukaku nasce ad Anversa, città nel nord del Belgio. Proviene da una famiglia di calciatori, infatti il padre Roger Lukaku fu un calciatore della nazionale dello Zaire, ma si trasferì in Belgio nel corso della sua carriera; anche suo fratello maggiore, Romelu, e suo cugino più giovane, Boli Bolingoli-Mbombo, sono calciatori.

## Caratteristiche tecniche
Gioca prevalentemente come terzino sinistro. Molto veloce sulla corsia, all'occorrenza può ricoprire anche il ruolo di esterno di centrocampo oppure di ala sinistra.

## Carriera

### Club

#### Anderlecht
I suoi inizi calcistici partono tra le giovanili di Wintam, Boom e Lierse, dove rimane per 2 anni, per poi passare all'Anderlecht, dove gioca nelle giovanili fino al 2011, quando viene promosso in prima squadra. L'esordio tra i professionisti arriva il 21 marzo 2012 in occasione della vittoria casalinga, per 2-1, contro lo Zulte Waregem, dove gioca per circa 35 minuti. Alla fine della sua prima stagione da professionista, oltre ad aver totalizzato 6 presenze, vince anche il suo primo campionato belga.
Nella sua seconda stagione da professionista non riesce ad ottenere alcuna presenza, anche se siede in panchina in qualche partita. A fine stagione, comunque, grazie ai suoi compagni, vince la sua prima Supercoppa del Belgio e il suo secondo campionato.
Il 21 luglio 2013, giocando anche gli ultimi minuti della partita, vince la sua seconda Supercoppa del Belgio ai danni del Genk, che viene battuto per 1-0.

#### Ostenda
Il 27 agosto 2013 passa, a titolo temporaneo, all'Ostenda, con il quale esordisce 4 giorni più tardi nella trasferta persa per 1-0 contro il Lokeren, andando a sostituire il compagno di squadra Jimmy Hempte alla fine del primo tempo. A fine stagione totalizza 19 presenze e il club decide di riscattarlo dall'Anderlecht.
Il 1º agosto 2015, nella sua terza stagione con la squadra dei De Kustboys, mette a segno la sua prima rete in carriera in occasione della vittoria casalinga per 2-1 contro il Westerlo, siglando il momentaneo 2-0. A fine stagione mette insieme un bottino di 34 presenze e 3 reti, che gli permettono di essere osservato da molteplici club europei.

#### Lazio

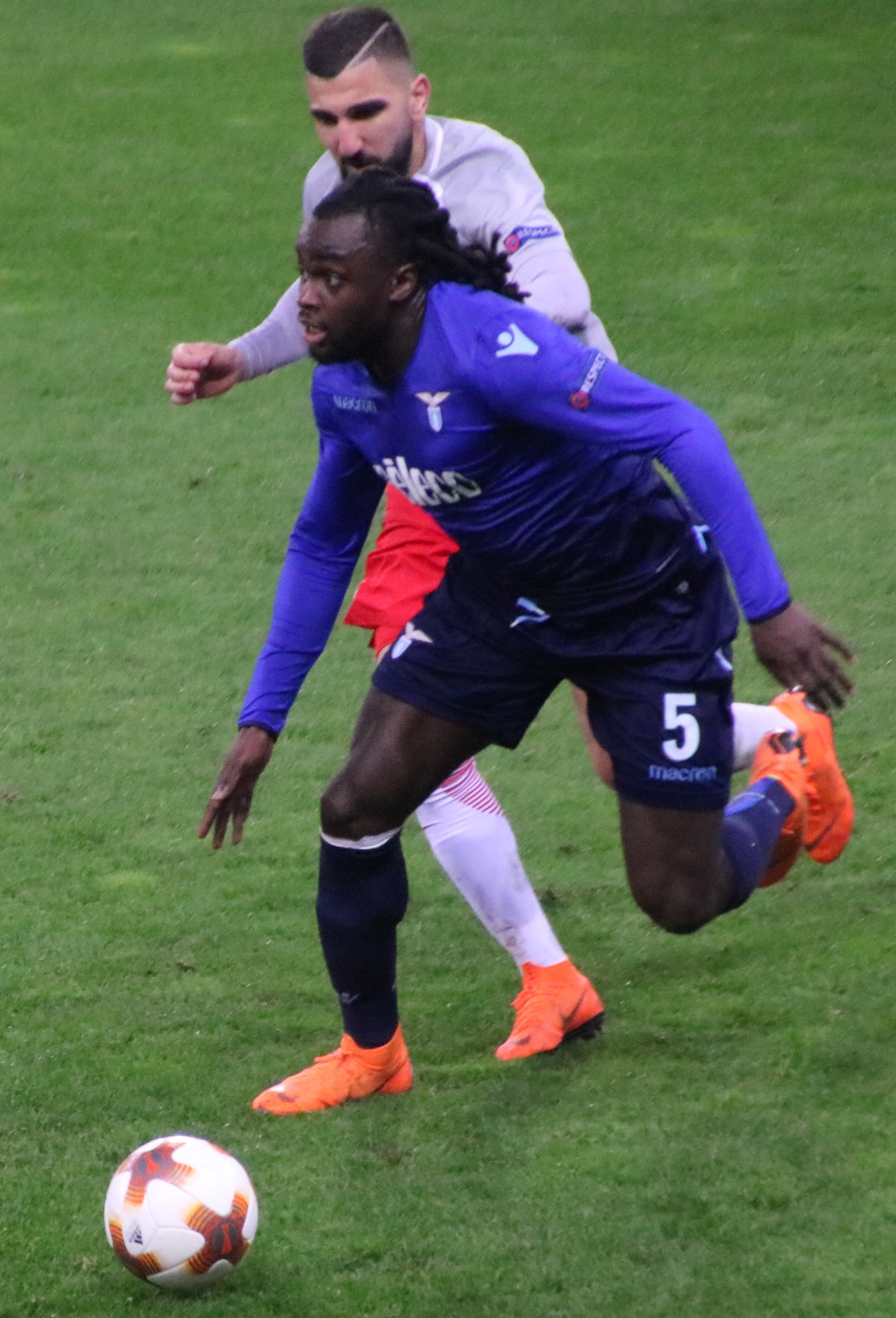
Lukaku, nel 2018, con la maglia della

Dopo aver disputato un'ottima stagione ed aver partecipato al Campionato europeo di calcio 2016 in Francia, il 22 luglio 2016 viene acquistato dal club italiano della Lazio, che sborsa una cifra vicina ai 5 milioni di euro per assicurarsi le sue prestazioni sportive, mentre il giovane difensore belga firma un contratto triennale rinnovabile per un ulteriore anno. L'esordio arriva il 21 agosto successivo in occasione della trasferta vinta, per 3-4, contro l'Atalanta. Il 17 maggio 2017 perde la finale di Coppa Italia, poiché la sua squadra viene superata per 2-0 dalla Juventus. La prima stagione in biancoceleste si conclude con un bottino di 20 presenze.
Il 13 agosto 2017, in occasione della partita di Supercoppa italiana 2017 contro la Juventus, entra al posto del capitano Senad Lulić e realizza l'assist decisivo per la rete del 2-3 finale di Alessandro Murgia, che consegna al club biancoceleste la sua quarta supercoppa nazionale. Il 14 settembre successivo disputa la sua prima partita di Europa League in occasione della trasferta vinta, per 2-3, contro gli olandesi del Vitesse. Il 23 dicembre arriva la prima marcatura con la maglia della Lazio, in occasione della vittoria casalinga, per 4-0, contro il Crotone. La stagione si chiude con la vittoria della Supercoppa italiana, 44 presenze e 1 rete.
Il 15 maggio 2019 vince il suo secondo trofeo in maglia biancoceleste, pur non scendendo in campo, quando la Lazio vince la sua settima Coppa Italia, battendo per 2-0 l'Atalanta.
Il 27 ottobre 2019 entra a partita iniziata contro la Fiorentina, dopo mesi di assenza a causa dell'infortunio che lo vedeva fuori da gennaio. Serve l'assist decisivo a Ciro Immobile, che sigla la vittoria per 1-2 a Firenze.

#### Anversa e Vicenza
Il 5 ottobre 2020 viene ceduto in prestito all'Anversa. A fine stagione torna alla Lazio, ma non scende mai in campo.
Il 12 gennaio 2022 passa in prestito al Vicenza, in Serie B. L'esordio arriva il 23 gennaio nel match contro il Cittadella. L'esperienza in Veneto si chiude con 7 presenze in campionato e due negli spareggi playout col Cosenza, al termine dei quali il Vicenza retrocede in serie C.

#### Ponferradina
Rimasto svincolato, il 26 agosto 2022 si accasa al Ponferradina, club di Segunda División spagnola.
Il 10 febbraio 2023 rescinde il suo contratto, rimanendo svincolato.

#### Adanaspor
Il 20 agosto 2023, dopo 6 mesi di inattività, firma un contratto biennale con l'Adanaspor, club turco militante nella TFF 1. Lig.

### Nazionale
Dopo aver rappresentato il Belgio nelle varie rappresentative giovanili, il 10 ottobre 2015 disputa la sua prima partita con la maglia della Nazionale maggiore in occasione della partita, valida per le qualificazioni al campionato europeo di calcio 2016, vinta per 1-4 contro Andorra.
Il 31 maggio 2016 viene selezionato per partecipare al Campionato europeo di calcio 2016 in Francia. L'esordio nel torneo arriva il 1º luglio successivo in occasione dei quarti di finale, persi per 1-3 contro il Galles, quando disputa i primi 75 minuti di gioco prima di essere sostituito dal compagno di squadra Dries Mertens.

## Statistiche

### Presenze e reti nei club
Statistiche aggiornate al 5 maggio 2024.
| Stagione          | Squadra           | Campionato        | Campionato | Campionato | Coppe nazionali | Coppe nazionali | Coppe nazionali | Coppe continentali | Coppe continentali | Coppe continentali | Altre coppe | Altre coppe | Altre coppe | Totale | Totale |
| Stagione          | Squadra           | Comp              | Pres       | Reti       | Comp            | Pres            | Reti            | Comp               | Pres               | Reti               | Comp        | Pres        | Reti        | Pres   | Reti   |
| ----------------- | ----------------- | ----------------- | ---------- | ---------- | --------------- | --------------- | --------------- | ------------------ | ------------------ | ------------------ | ----------- | ----------- | ----------- | ------ | ------ |
| 2011-2012         | Anderlecht        | PL                | 1+5        | 0          | CB              | 0               | 0               | UEL                | 0                  | 0                  | -           | -           | -           | 6      | 0      |
| 2012-2013         | Anderlecht        | PL                | 0          | 0          | CB              | 0               | 0               | UCL                | 0                  | 0                  | SB          | 0           | 0           | 0      | 0      |
| lug.- ago. 2013   | Anderlecht        | PL                | 2          | 0          | CB              | 0               | 0               | UCL                | 0                  | 0                  | SB          | 1           | 0           | 3      | 0      |
| Totale Anderlecht | Totale Anderlecht | Totale Anderlecht | 3+5        | 0          |                 | -               | -               |                    | -                  | -                  |             | 1           | 0           | 9      | 0      |
| 2013-2014         | Ostenda           | PL                | 16         | 0          | CB              | 3               | 0               | -                  | -                  | -                  | -           | -           | -           | 19     | 0      |
| 2014-2015         | Ostenda           | PL                | 24+5       | 0          | CB              | 1               | 0               | -                  | -                  | -                  | -           | -           | -           | 30     | 0      |
| 2015-2016         | Ostenda           | PL                | 26+8       | 2+1        | CB              | 0               | 0               | -                  | -                  | -                  | -           | -           | -           | 34     | 3      |
| Totale Ostenda    | Totale Ostenda    | Totale Ostenda    | 66+13      | 2+1        |                 | 4               | 0               |                    | -                  | -                  |             | -           | -           | 83     | 3      |
| 2016-2017         | Lazio             | A                 | 16         | 0          | CI              | 4               | 0               | -                  | -                  | -                  | -           | -           | -           | 20     | 0      |
| 2017-2018         | Lazio             | A                 | 30         | 1          | CI              | 4               | 0               | UEL                | 9                  | 0                  | SI          | 1           | 0           | 44     | 1      |
| 2018-2019         | Lazio             | A                 | 7          | 0          | CI              | 1               | 0               | UEL                | 0                  | 0                  | -           | -           | -           | 8      | 0      |
| 2019-2020         | Lazio             | A                 | 13         | 0          | CI              | 0               | 0               | UEL                | 0                  | 0                  | SI          | 0           | 0           | 13     | 0      |
| 2020-2021         | Anversa           | PL                | 18+4       | 0          | CB              | 2               | 0               | UEL                | 5                  | 0                  | -           | -           | -           | 29     | 0      |
| 2021-gen.2022     | Lazio             | A                 | 0          | 0          | CI              | 0               | 0               | UEL                | 0                  | 0                  | -           | -           | -           | 0      | 0      |
| Totale Lazio      | Totale Lazio      | Totale Lazio      | 66         | 1          |                 | 9               | 0               |                    | 9                  | 0                  |             | 1           | 0           | 85     | 1      |
| gen.-giu. 2022    | L.R. Vicenza      | B                 | 7+2        | 0          | CI              | -               | -               | -                  | -                  | -                  | -           | -           | -           | 9      | 0      |
| 2022-2023         | Ponferradina      | SD                | 7          | 0          | CR              | 1               | 0               | -                  | -                  | -                  | -           | -           | -           | 8      | 0      |
| 2023-2024         | Adanaspor         | 1L                | 14         | 0          | CT              | 2               | 0               | -                  | -                  | -                  | -           | -           | -           | 16     | 0      |
| Totale carriera   | Totale carriera   | Totale carriera   | 205        | 4          |                 | 18              | 0               |                    | 14                 | 0                  |             | 2           | 0           | 239    | 4      |

### Cronologia presenze e reti in nazionale
| Cronologia completa delle presenze e delle reti in nazionale ― Belgio | Cronologia completa delle presenze e delle reti in nazionale ― Belgio | Cronologia completa delle presenze e delle reti in nazionale ― Belgio | Cronologia completa delle presenze e delle reti in nazionale ― Belgio | Cronologia completa delle presenze e delle reti in nazionale ― Belgio | Cronologia completa delle presenze e delle reti in nazionale ― Belgio | Cronologia completa delle presenze e delle reti in nazionale ― Belgio | Cronologia completa delle presenze e delle reti in nazionale ― Belgio |
| Data                                                                  | Città                                                                 | In casa                                                               | Risultato                                                             | Ospiti                                                                | Competizione                                                          | Reti                                                                  | Note                                                                  |
| --------------------------------------------------------------------- | --------------------------------------------------------------------- | --------------------------------------------------------------------- | --------------------------------------------------------------------- | --------------------------------------------------------------------- | --------------------------------------------------------------------- | --------------------------------------------------------------------- | --------------------------------------------------------------------- |
| 10-10-2015                                                            | Andorra la Vella                                                      | Andorra                                                               | 1 – 4                                                                 | Belgio                                                                | Qual. Euro 2016                                                       | -                                                                     | 28’                                                                   |
| 29-3-2016                                                             | Leiria                                                                | Portogallo                                                            | 2 – 1                                                                 | Belgio                                                                | Amichevole                                                            | -                                                                     | 59’                                                                   |
| 28-5-2016                                                             | Ginevra                                                               | Svizzera                                                              | 1 – 2                                                                 | Belgio                                                                | Amichevole                                                            | -                                                                     | 67’                                                                   |
| 5-6-2016                                                              | Bruxelles                                                             | Belgio                                                                | 3 – 2                                                                 | Norvegia                                                              | Amichevole                                                            | -                                                                     | 77’                                                                   |
| 1-7-2016                                                              | Lilla                                                                 | Galles                                                                | 3 – 1                                                                 | Belgio                                                                | Euro 2016 - Quarti di finale                                          | -                                                                     | 75’                                                                   |
| 1-9-2016                                                              | Bruxelles                                                             | Belgio                                                                | 0 – 2                                                                 | Spagna                                                                | Amichevole                                                            | -                                                                     |                                                                       |
| 7-10-2016                                                             | Bruxelles                                                             | Belgio                                                                | 4 – 0                                                                 | Bosnia ed Erzegovina                                                  | Qual. Mondiali 2018                                                   | -                                                                     | 21’                                                                   |
| 14-11-2017                                                            | Bruges                                                                | Belgio                                                                | 1 – 0                                                                 | Giappone                                                              | Amichevole                                                            | -                                                                     | 84’                                                                   |
| Totale                                                                |                                                                       | Presenze                                                              | 8                                                                     |                                                                       | Reti                                                                  | 0                                                                     |                                                                       |

## Palmarès

### Club

#### Competizioni giovanili
- Torneo di Viareggio: 1

Anderlecht: 2013

#### Competizioni nazionali
- Campionato belga: 2

Anderlecht: 2011-2012, 2012-2013
- Supercoppa del Belgio: 2

Anderlecht: 2012, 2013
- Supercoppa italiana: 1

Lazio: 2017
- Coppa Italia: 1

Lazio: 2018-2019